# 畑博行
畑 博行（はた ひろゆき、1930年1月18日 - 2023年9月4日）は、日本の法学者。専攻は憲法。学位は、博士（法学）（京都大学・論文博士・1992年）（学位論文「アメリカの政治と連邦最高裁判所」）。広島大学名誉教授。近畿大学名誉学長。

## 来歴
兵庫県明石市生まれ。兵庫県立明石高等学校卒業。1950年、神戸市立外事専門学校卒業。1954年、京都大学法学部卒業。1954年、運輸省航空局入局。まもなく退官。1960年、京都大学大学院（旧制）修了。
1960年、広島大学政経学部助手。1961年、専任講師。1966年、助教授。1970年コロンビア大学法科大学院客員スカラー（客員研究員）（～71年）。1972年、広島大学政経学部教授。1977年広島大学法学部教授。1986年ハワイ大学客員教授。1988年、広島大学法学部長。1991年、大学院社会科学研究科長。同年、大学長補佐やミュンヘン大学客員教授を歴任。1992年から近畿大学法学部教授。広島大学名誉教授。1994年に法学部長、1995年、ハワイ大学客員教授。1997年に近畿大学理事に就任し、1999年、全学共通教員機構長。2001年、法学部特任教授。2002年から法科大学院設置準備委員会委員長。2004年から2012年まで学長を務めた。
1989年広島市政功労表彰。1991年法務大臣表彰。1994年に藍綬褒章。2012年瑞宝重光章を受章した。

## 著書
- 『世界の憲法集』共編著　有信堂高文社　1991年初版・2009年第9版
- 『アメリカの政治と連邦最高裁判所』　明石書店　1992年
- 『国際人権法概論』共編著　有信堂高文社　1997年初版・2006年第4版
- 『憲法フォーラム』共編著　有信堂高文社　1995年初版・2005年補訂版
- 『アジア憲法集』共編著　明石書店　2004年初版・2007年第2版